# 大甲溪發電廠德基分廠
大甲溪發電廠德基分廠，全名為台灣電力股份有限公司大甲溪發電廠德基分廠，簡稱德基發電廠，是一座位於臺灣台中市和平區內的水力發電廠，位於大甲溪上游，隸屬於台灣電力公司的大甲溪發電廠管理，利用德基水庫所擷取之大甲溪溪水進行發電，為一水庫式發電，發電量達到23.4萬瓩（234MW），年平均發電量達3.6億度，在大甲溪發電廠系列中僅次於青山發電廠，同時也是大甲溪流域電力開發的樞紐。

## 沿革

### 日治時期
大甲溪流域雨量豐沛，水力資源蘊藏豐富，1935年台灣日治時期進行測量，認定達見地區為優良的壩址，故以達見水庫作為大甲溪電源五年開發計畫之樞紐。
自1942年1月，日本人開始執行大甲溪電源五年開發計畫，然而於1944年受太平洋戰爭而終止。

### 省政府時期
1946年，國民政府完成對「台灣電力株式會社」的接收工作，成立臺灣電力公司，隨即成立工程諮詢小組，延攬國外專家舉行諮詢會議，重啟達見計畫，成立「達見工程處」。1968年11月獲得世界銀行貸款4,000萬美元，1968年3月開工興建，1973年12月開始蓄水，1974年3月成立德基發電廠，1974年6月首期發電，1974年9月全部完成，三部水輪機分別於1974年6月26日、7月27日及9月29日併聯發電。德基大壩及德基發電廠工程總計自1969年12月8日動工，至1974年9月竣工，歷時四年十個月，耗資新台幣51億3千餘萬元，總裝置容量為23.4萬瓩，年發電量3萬5千9百萬度。完工後由當時中華民國總統蔣介石定名為「德基發電廠」。

### 現今
2001年，因應政府組織改造，德基發電廠與其大甲溪下游沿岸發電廠整併為大甲溪發電廠，德基發電廠也改為大甲溪發電廠德基分廠。

## 設施
德基發電廠設於德基水庫大壩左岸必坦鞍部地下深達270公尺，廠房長77公尺，高33公尺，寬17.5公尺，設有3座豎軸法蘭西式的水輪發電機組提供水力發電。每部發電機裝置容量為78,000kW。水輪機之最大水頭為163公尺，每部機引用水量為72.5cms。發電廠的尾水隧道長約350公尺，可將機組發電之尾水經隧道排放到大甲溪本流中，供下游包括、青山電廠、谷關電廠、天輪電廠、馬鞍發電廠等各發電廠發電，以及提供大甲溪更下游的石岡水壩攔蓄，作為公共給水及灌溉用水灌溉之用。

### 機組
| 名稱   | 發電機型號                       | 水輪機型號                           | 機組數量 | 發電方式 | 有效落差（公尺） | 單一機組用水量（CMS） | 容量（MW） | 位置         | 商轉日期      | 狀態   |
| ------ | -------------------------------- | ------------------------------------ | -------- | -------- | ---------------- | --------------------- | ---------- | ------------ | ------------- | ------ |
| 一號機 | 日本日立製作所製交流式同步發電機 | 日本日立製作所製豎軸法蘭西斯式水輪機 | 1        | 水庫式   | 143.1            | 72.5CMS               | 78.0MW     | 臺中市和平區 | 1974年11月7日 | 商轉中 |
| 二號機 | 日本日立製作所製交流式同步發電機 | 日本日立製作所製豎軸法蘭西斯式水輪機 | 1        | 水庫式   | 143.1            | 72.5CMS               | 78.0MW     | 臺中市和平區 | 1974年8月29日 | 商轉中 |
| 三號機 | 日本日立製作所製交流式同步發電機 | 日本日立製作所製豎軸法蘭西斯式水輪機 | 1        | 水庫式   | 143.1            | 72.5CMS               | 78.0MW     | 臺中市和平區 | 1974年7月28日 | 商轉中 |

### 管理
- 電廠名稱：大甲溪發電廠德基分廠
- 管理單位：臺灣電力公司大甲溪發電廠
- 廠內編制：3

### 設施
- 廠房類型：地下蘑菇式廠房（長77公尺，高33公尺，寬17.5公尺）
- 取水來源：大甲溪（德基水庫）
- 壓力鋼管：一條，設於60度傾斜之鋼管隧道內，管徑6公尺，上承進水口，鋼管末端分歧為三，尾端各接電廠水輪機一部

## 圖集

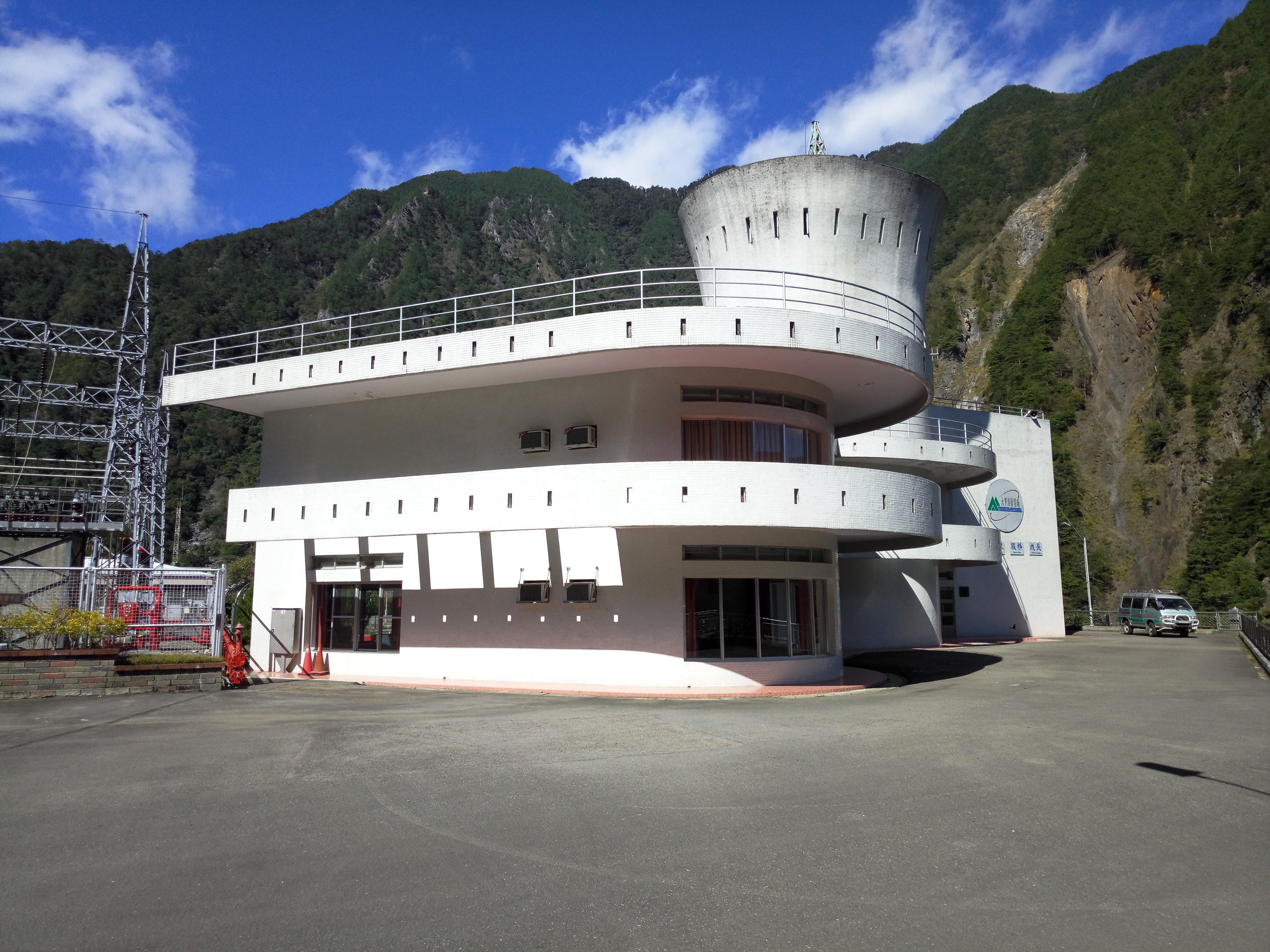
德基分廠的控制中心大樓。
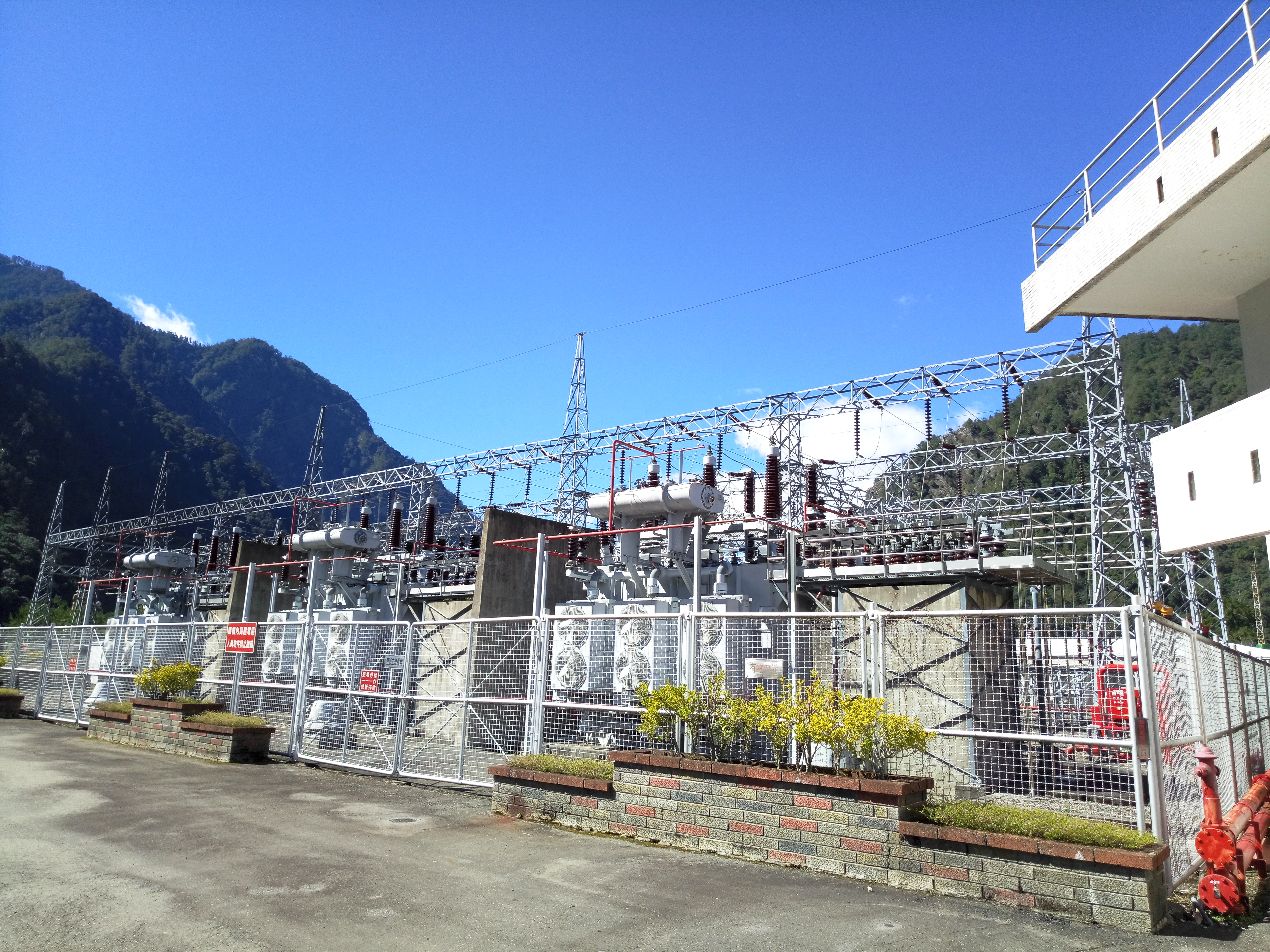
德基分廠發電後的開關場，裝設有三部主變壓器，對應廠內三部水輪發電機組。
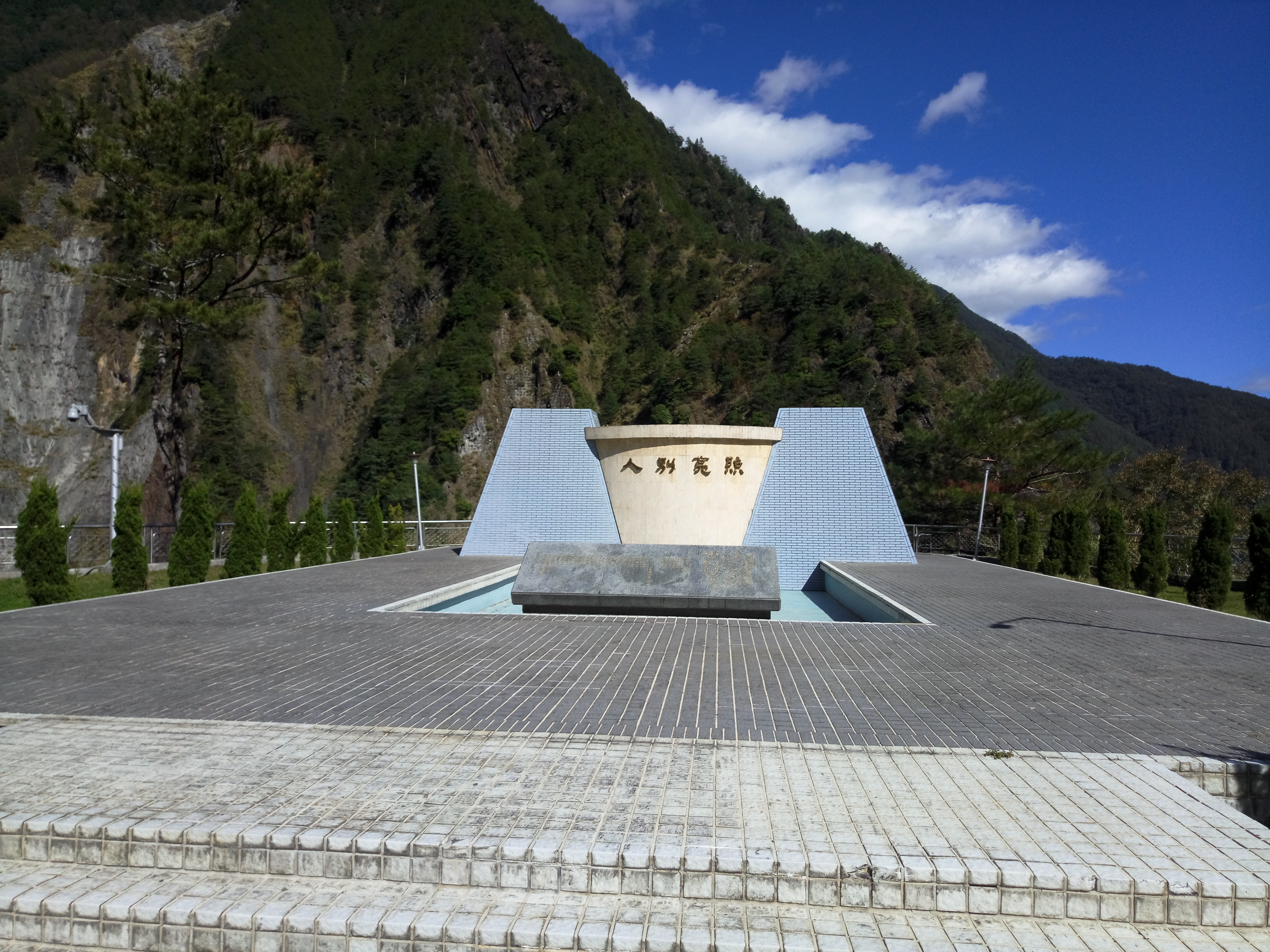
德基分廠廠區內的裝置藝術。
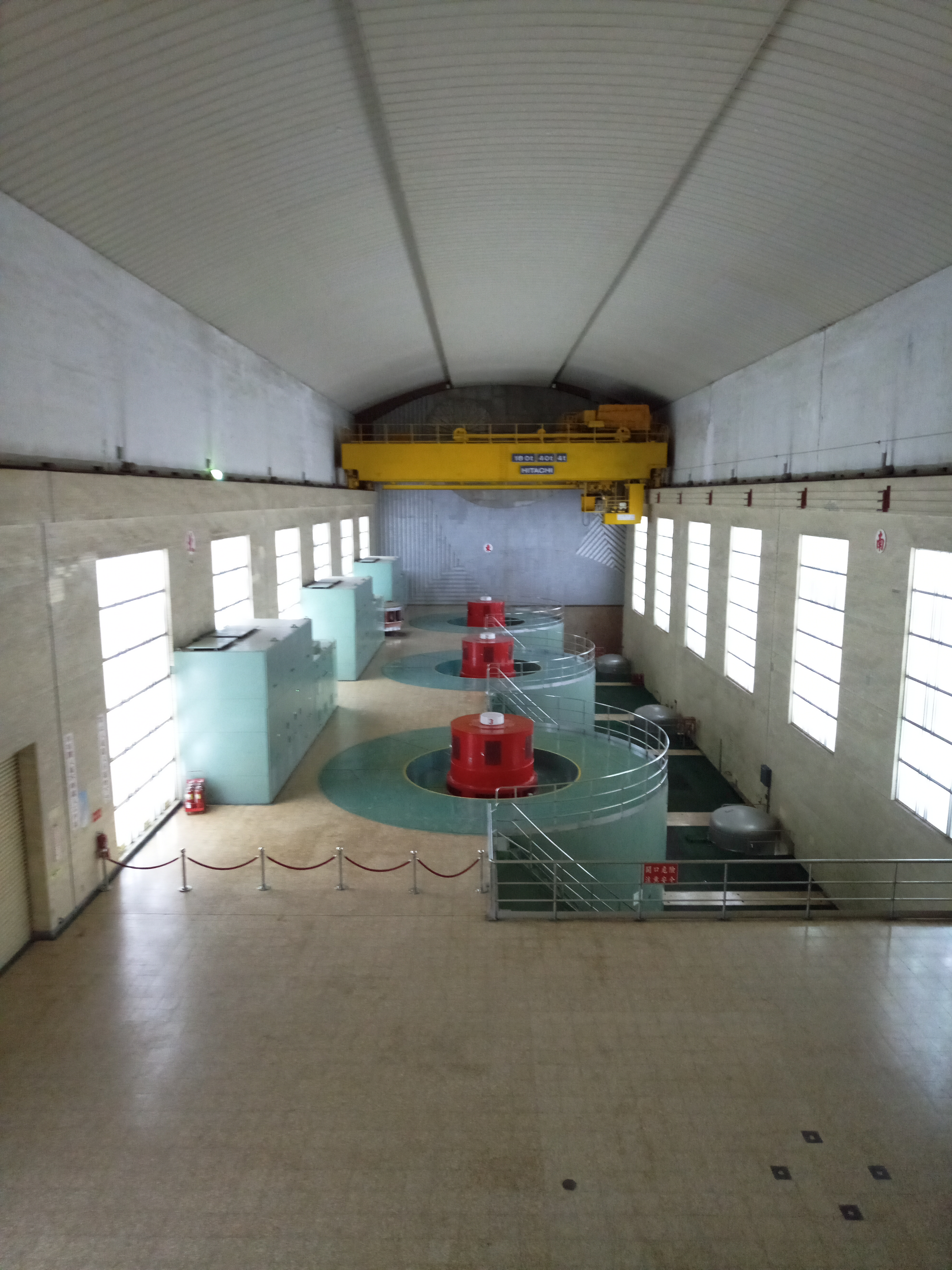
德基分廠地下廠房裝機平台一景，可辨別出廠內裝設的三部發電機組。
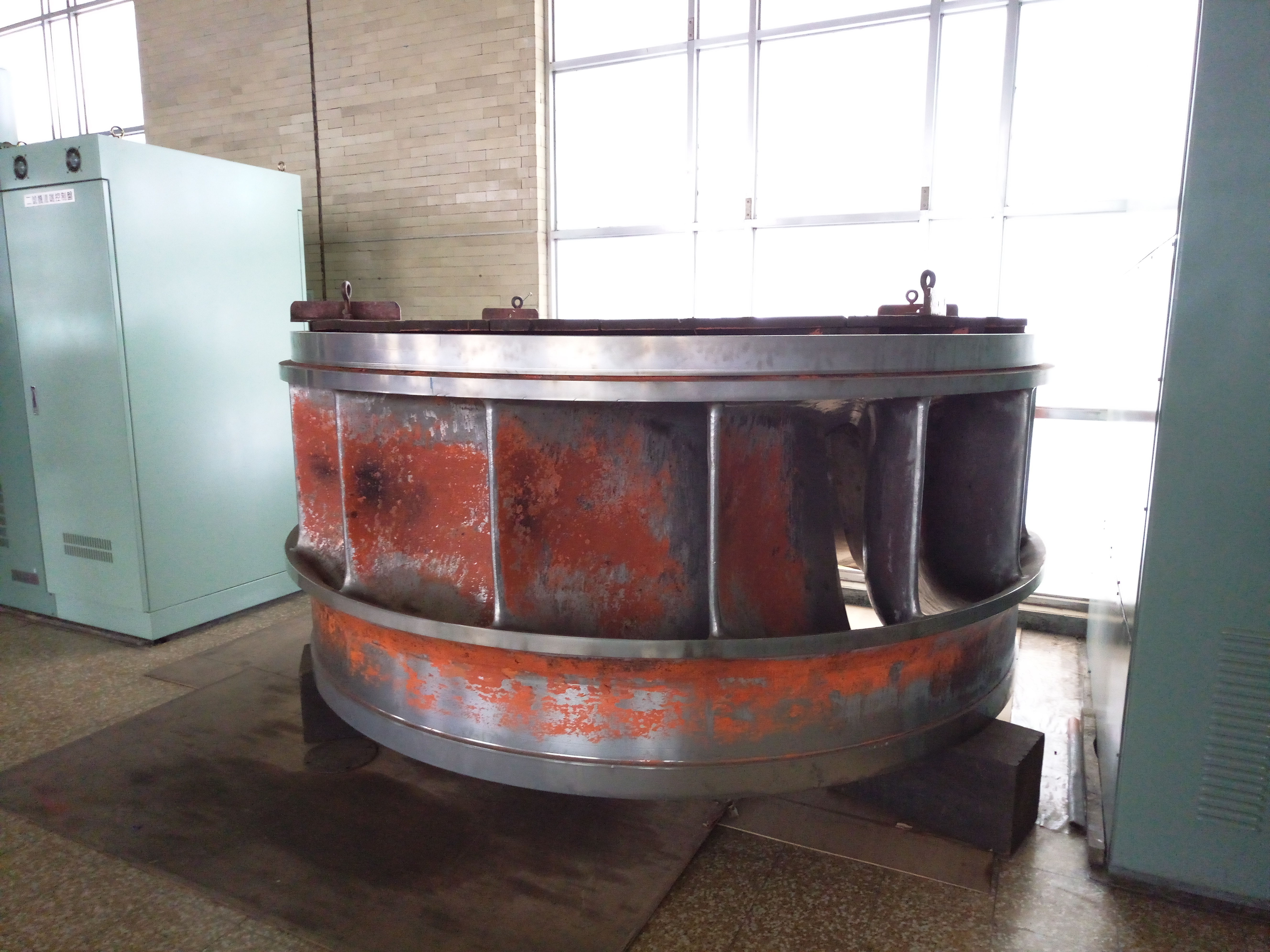
德基分廠水輪發電機組暫置的動輪淘汰品。
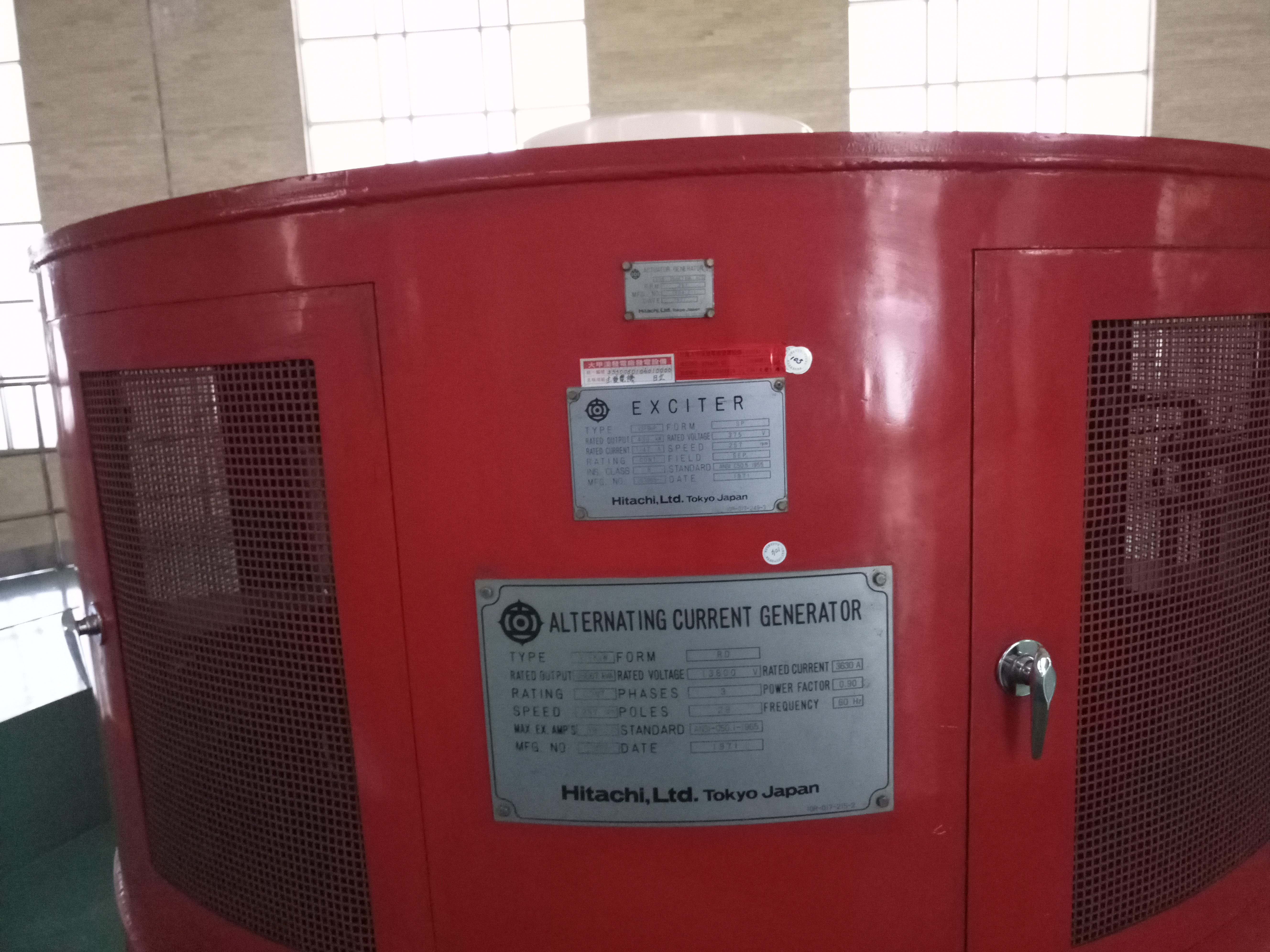
德基分廠發電機銘板。
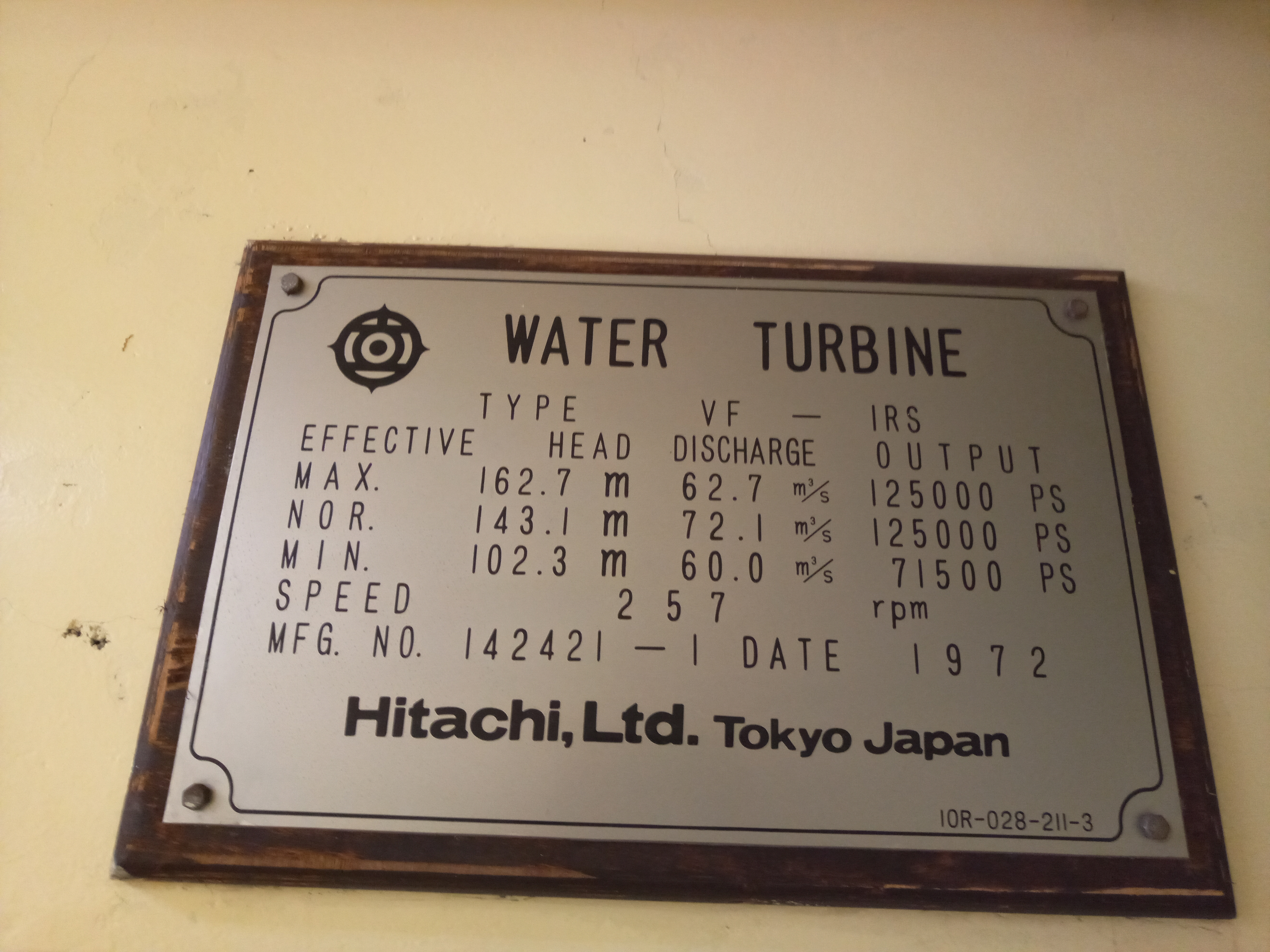
德基分廠水輪機銘板。

## 外部連結
- （繁體中文）大甲溪發電廠（页面存档备份，存于）
- （繁體中文）大甲溪發電廠簡介 - 台灣電力公司（页面存档备份，存于）
- 大甲溪發電廠 - 參山國家風景區管理處 （页面存档备份，存于）